# تألق أو جنون (مسلسل)
تألق أو جنون (بالإنجليزية: Shine or Go Crazy) (الكورية: 빛나거나 미치거나) هو مسلسل تلفزيوني كوري جنوبي من إنتاج 2015، مأخوذ عن رواية تحمل نفس الاسم، وتدور قصتها حول قصة حب بين أمير من مملكة غوريو وأميرة من مملكة بالهاي.

## وصلات خارجية
- Shine or Go Crazy official MBC website (بالكورية)
- Shine or Go Crazy على هانسينما
- التألق أو الجنون على موقع IMDb (الإنجليزية)
- التألق أو الجنون على موقع كينوبويسك (الروسية)
- التألق أو الجنون على موقع قاعدة بيانات الفيلم (الإنجليزية)
- Shine or Be Mad at MBC Global Media